# Caulocalyx
Caulocalyx is een geslacht van sponsdieren uit de klasse van de Hexactinellida.

## Soort
- Caulocalyx tener Schulze, 1886